# Emma Kimiläinen

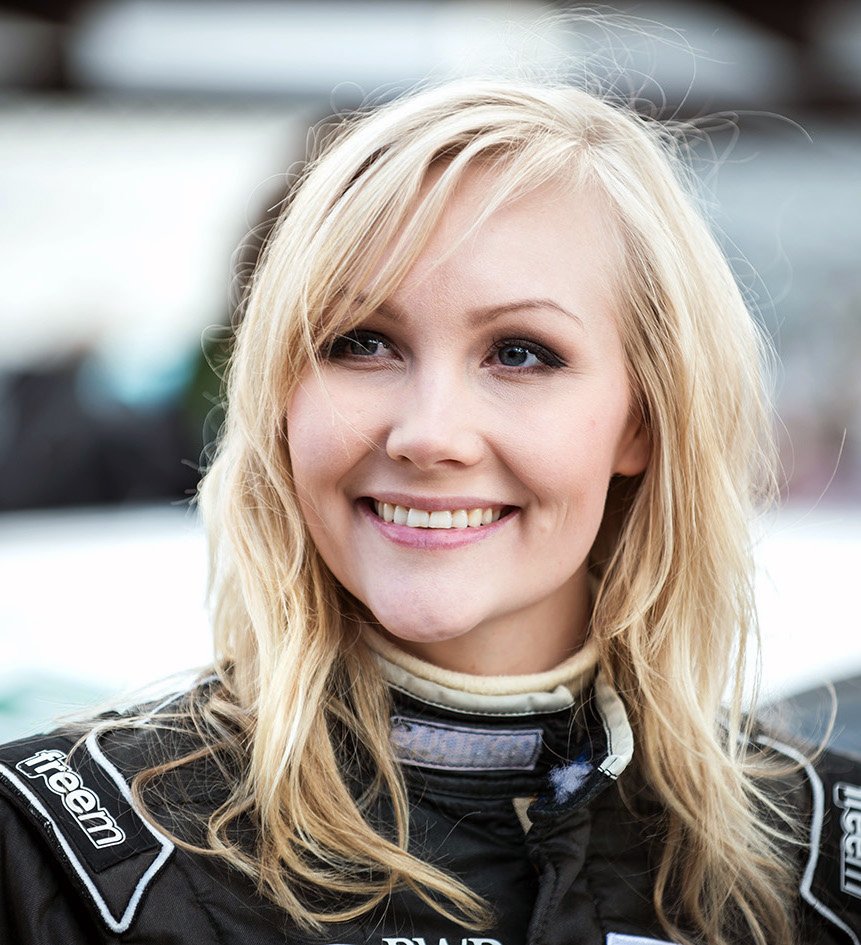
Emma Kimiläinen (2018)

Emma Kimiläinen-Liuski (geb. Kimiläinen, * 8. Juli 1989 in Helsinki) ist eine finnische Automobilrennfahrerin.

## Karriere
Emma Kimiläinen begann 2001 mit dem Kartsport und wurde 2004 Sechste in der ICA-Junior-Wertung der Finnischen Kart-Meisterschaft.
In den Jahren 2005 und 2006 startete sie für das Team F40 Oy mit einem Van Diemen RF04 in drei Formel Ford Wettbewerben. In der finnischen Formel Ford Malja wurde sie in den beiden Jahren Vize-Meister. In der Formel Ford NEZ gewann sie 2006 ebenfalls den Vize-Meistertitel. In der Schwedischen Formel Ford erreichte sie mit dem sechsten Rang ihre beste Gesamtwertung in der Rennserie. Parallel dazu trat sie mit einem Ligier JS49-Prototypenrennwagen in zwei Rennen der V de V Challenge Sprint an.
2007 folgte der Wechsel mit dem Team JFG Motorsport Oy in die Schwedische Radical-Meisterschaft. In der Nationalwertung wurde sie Zweite und Dritte in der RM-Wertung.
In der Saison 2008 trat sie mit dem niederländischen Team Van Amersfoort Racing in der ADAC Formel Masters an. Zum Jahresende wurde sie Zehnte in der Gesamtwertung. Ein Jahr später trat sie in der britischen Formel Palmer Audi an und erreichte einen fünften Gesamtplatz.
Nach einer Pause wechselte Kimiläinen in den Tourenwagensport und trat mit dem PWR Racing Team von 2014 bis 2016 in der Skandinavischen Tourenwagen-Meisterschaft (STCC) an. In den ersten beiden Jahren fuhr sie einen Saab 9-3 Solution-F und in ihrer letzten Saison in der Serie einen Seat Leon STCC. Beim ersten Meisterschaftslauf in Skövde hatte sie einen Unfall, bei dem sie ihren Nacken verletzte und infolgedessen mehrere Rennen in der Meisterschaft verpasste. Ihr bestes Meisterschaftsergebnis in dieser Rennserie erzielte sie 2015 mit dem siebten Platz.
2017 fuhr sie mit einem Ford Mustang in der Schwedischen V8 Thunder Cars und in der V8 Thunder NEZ, in der sie den fünften Platz in der Gesamtwertung erreichte.
Mit ihrem Start in der W Series 2019 kehrte sie zum Formelsport zurück. Wegen eines Unfalls im ersten Rennen musste sie wegen wieder auftretender Nackenprobleme zwei Rennen aussetzen. Mit einem Sieg beim Rennen in Assen und einem zweiten Platz im letzten Rennen in Brands Hatch erzielte sie zum Saisonende den fünften Platz. 2021 und 2022 fuhr sie abermals in der W Series und erreichte 2021 mit dem dritten Platz im Gesamtklassement ihr bestes Meisterschaftsergebnis in der Serie.
Wegen der COVID-19-Pandemie wurde die W Series 2020 abgesagt. Stattdessen startete Kimiläinen in der W Series Esports League und belegte den 16. Rang in der Gesamtwertung.

## Statistik

### Einzelergebnisse in der W Series
| Jahr | 1   | 2   | 3   | 4   | 5   | 6   | 7   | 8   | 9   | 10  | Punkte | Rang |
| ---- | --- | --- | --- | --- | --- | --- | --- | --- | --- | --- | ------ | ---- |
| 2019 | HOC | ZOL | MIS | NOR | ASS | BRA |     |     |     |     | 53     | 5.   |
| 2019 | DNF | WD  |     | 5   | 1   | 2   |     |     |     |     | 53     | 5.   |
| 2021 | RBR | RBR | SIL | BUD | SPA | ZAN | AUS | AUS |     |     | 108    | 3.   |
| 2021 | 13  | 3   | 4   | 6   | 1   | 3   | 2   | 3   |     |     | 108    | 3.   |
| 2022 | MIA | MIA | CAT | SIL | LEC | BUD | SIN | AUS | MEX | MEX | 42     | 8.   |
| 2022 | 15  | 5   | 4   | 2   | 12  | DNF | 9   | C   | C   | C   | 42     | 8.   |